# Yelena Qladkova
Yelena Qladkova (ros. Елена Гладкова, Jelena Gładkowa; ur. 10 czerwca 1998 w Czelabińsku) – azerska lekkoatletka specjalizująca się w skoku o tyczce.
Wielokrotna rekordzistka kraju. Złota medalistka mistrzostw Azerbejdżanu. Reprezentantka kraju w drużynowych mistrzostwach Europy. 

## Osiągnięcia
| Rok  | Impreza                                               | Miejsce | Lokata     | Wynik |
| ---- | ----------------------------------------------------- | ------- | ---------- | ----- |
| 2014 | Kwalifikacje Europy do igrzysk olimpijskich młodzieży | Baku    | 7. miejsce | 3,80  |
| 2017 | Igrzyska solidarności islamskiej                      | Baku    | 4. miejsce | 3,70  |